# Niels van der Vossen
Niels van der Vossen (* 29. Juli 1996) ist ein niederländischer Eishockeyspieler, der bei den Heerenveen Flyers unter Vertrag steht. Seit 2015 spielt er mit dem Klub in der neugegründeten belgisch-niederländischen BeNe League.

## Karriere

### Clubs
Niels van der Vossen begann seine Karriere als Eishockeyspieler in der Nachwuchsabteilung der Heerenveen Flyers, für deren zweite Mannschaft er bereits als 15-Jähriger in der Eerste divisie, der zweithöchsten niederländischen Spielklasse, spielte. In der Spielzeit 2012/13 kam er zu seinen ersten Einsätzen in der Ehrendivision. Seit 2015 spielt er mit dem Klub in der neugegründeten belgisch-niederländischen BeNe League. In deren Premierensaison erreichte er mit den Flyers das Playoff-Endspiel gegen HYC Herentals aus Belgien, das aber verloren ging. Als beste niederländische Mannschaft erhielten die Friesen aber den niederländischen Meistertitel. Zudem gewann van der Vossen mit seinem Team 2016 auch den Dutch Beker Cup. 2017 konnte er mit den Flyers dann sowohl die BeNe League, als auch erneut den niederländischen Pokalwettbewerb gewinnen.

### International
Im Juniorenbereich nahm van der Vossen für die Niederlande an der U18-Weltmeisterschaft 2014 sowie den U20-Weltmeisterschaften 2015 und 2016, als er Kapitän der Oranjes war, jeweils in der Division II teil.
Bei der Weltmeisterschaft der Division II 2016 debütierte er für die niederländische Nationalmannschaft und stieg mit ihr in die Division I auf. Dort spielte er dann bei der Weltmeisterschaft 2017.

## Erfolge und Auszeichnungen
- 2016 Niederländischer Meister und Pokalsieger mit den Heerenveen Flyers
- 2016 Aufstieg in die Division I, Gruppe B, bei der Weltmeisterschaft der Division II, Gruppe A
- 2017 Gewinn der BeNe League mit den Heerenveen Flyers
- 2017 Niederländischer Meister mit den Heerenveen Flyers

## Statistik
(Stand: Ende der Spielzeit 2017/18)